# Atanus atascasus
Atanus atascasus är en insektsart som beskrevs av Ball 1936. Atanus atascasus ingår i släktet Atanus och familjen dvärgstritar. Inga underarter finns listade i Catalogue of Life.